# Saxifraga stribrnyi
Saxifraga stribrnyi är en stenbräckeväxtart som först beskrevs av Josef Velenovský, och fick sitt nu gällande namn av Josef Podpěra. Saxifraga stribrnyi ingår i Bräckesläktet som ingår i familjen stenbräckeväxter. Inga underarter finns listade i Catalogue of Life.

## Bilder

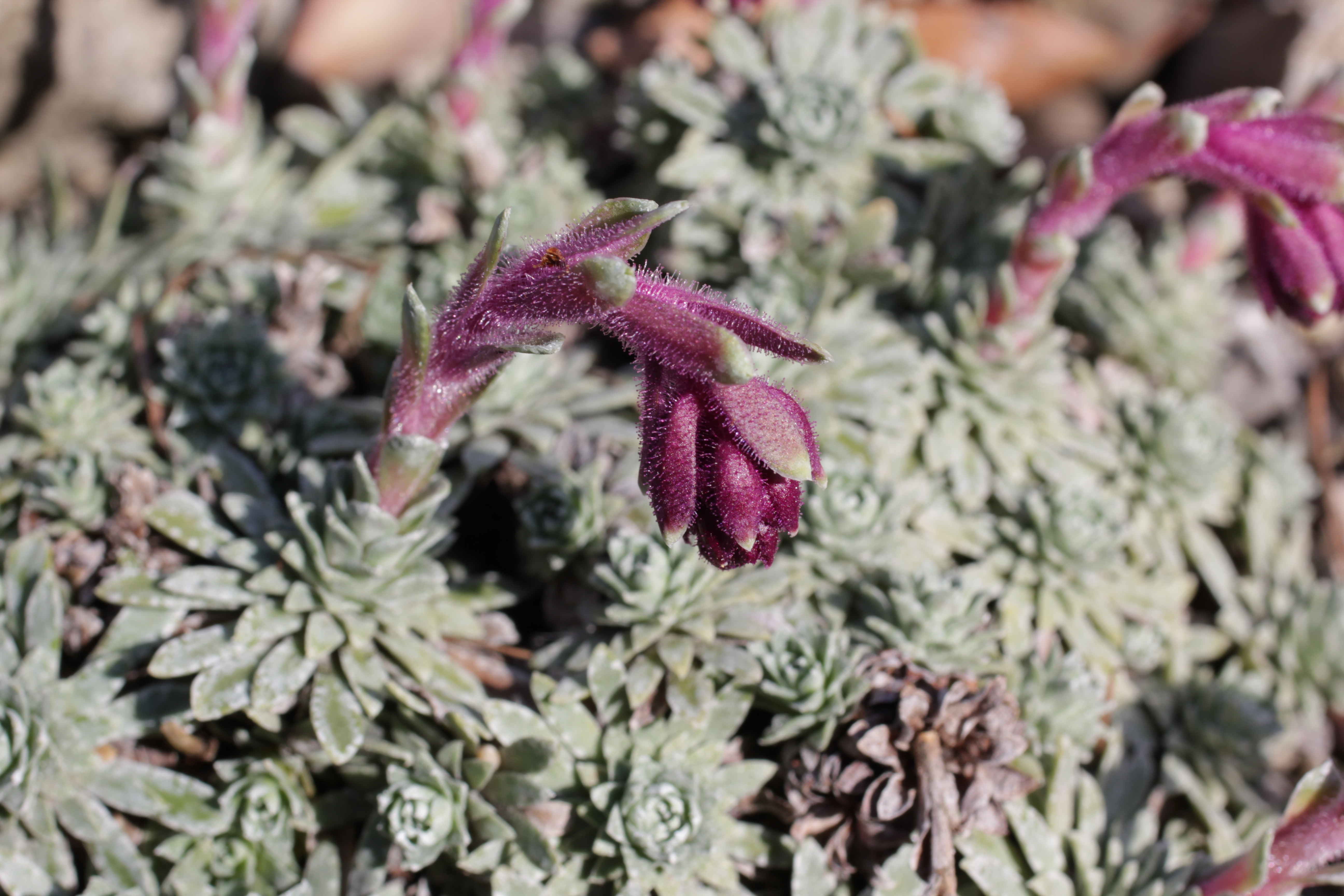
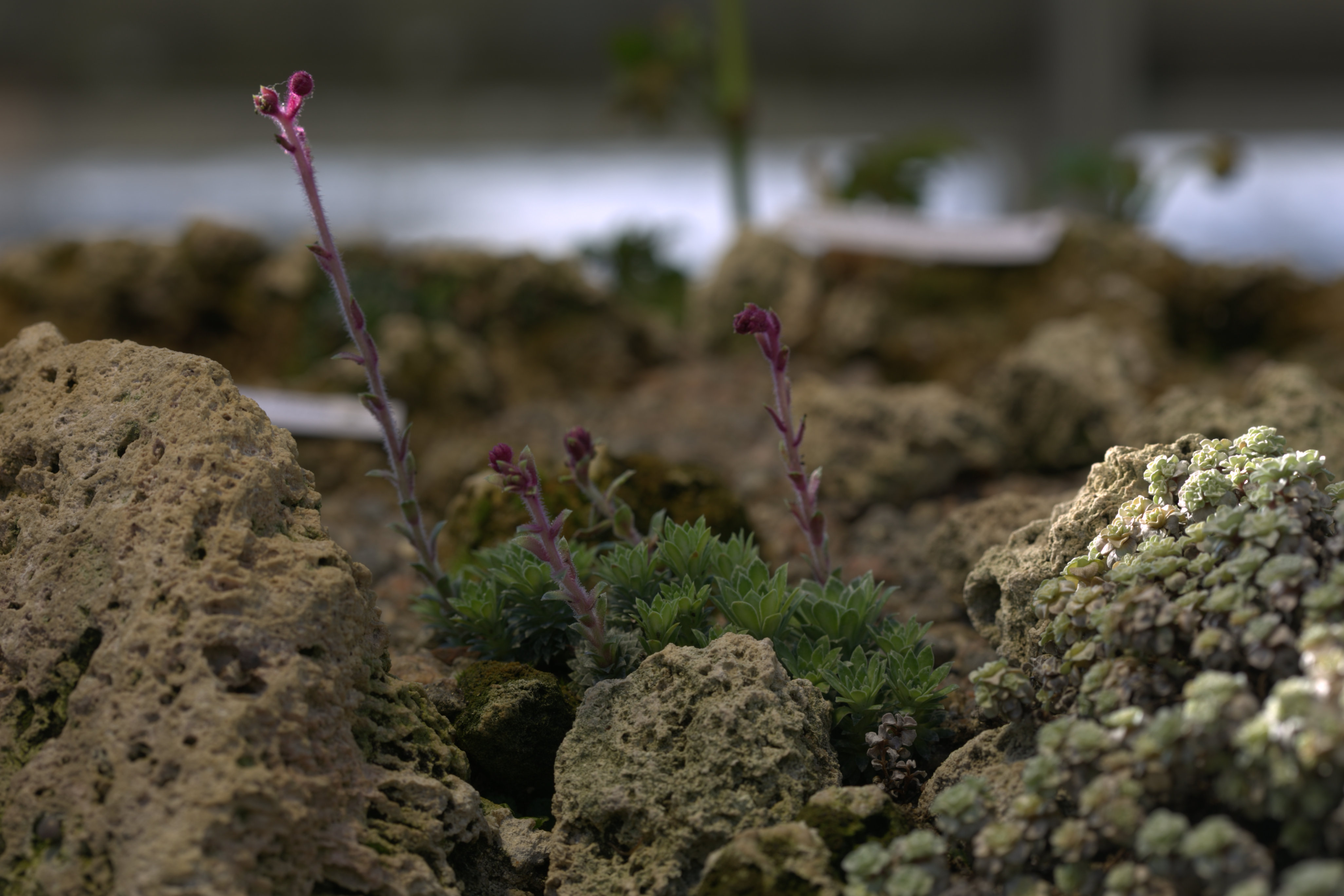
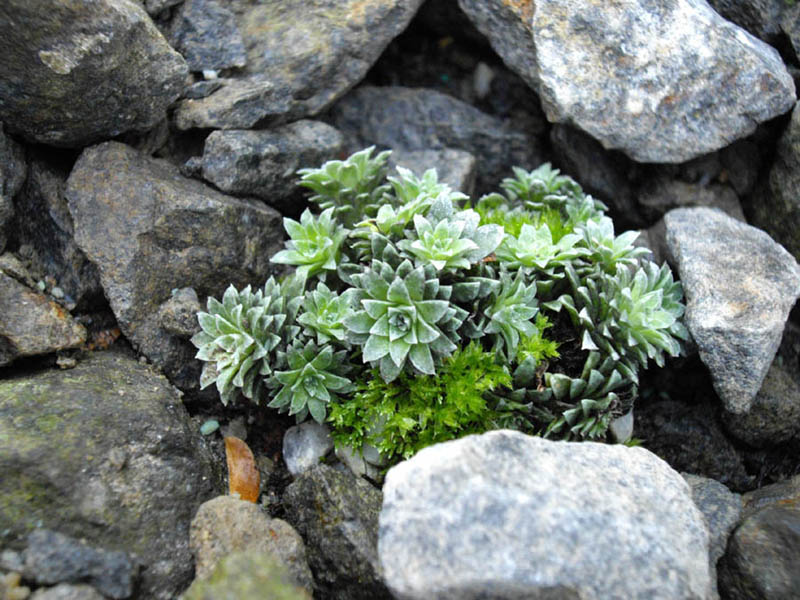
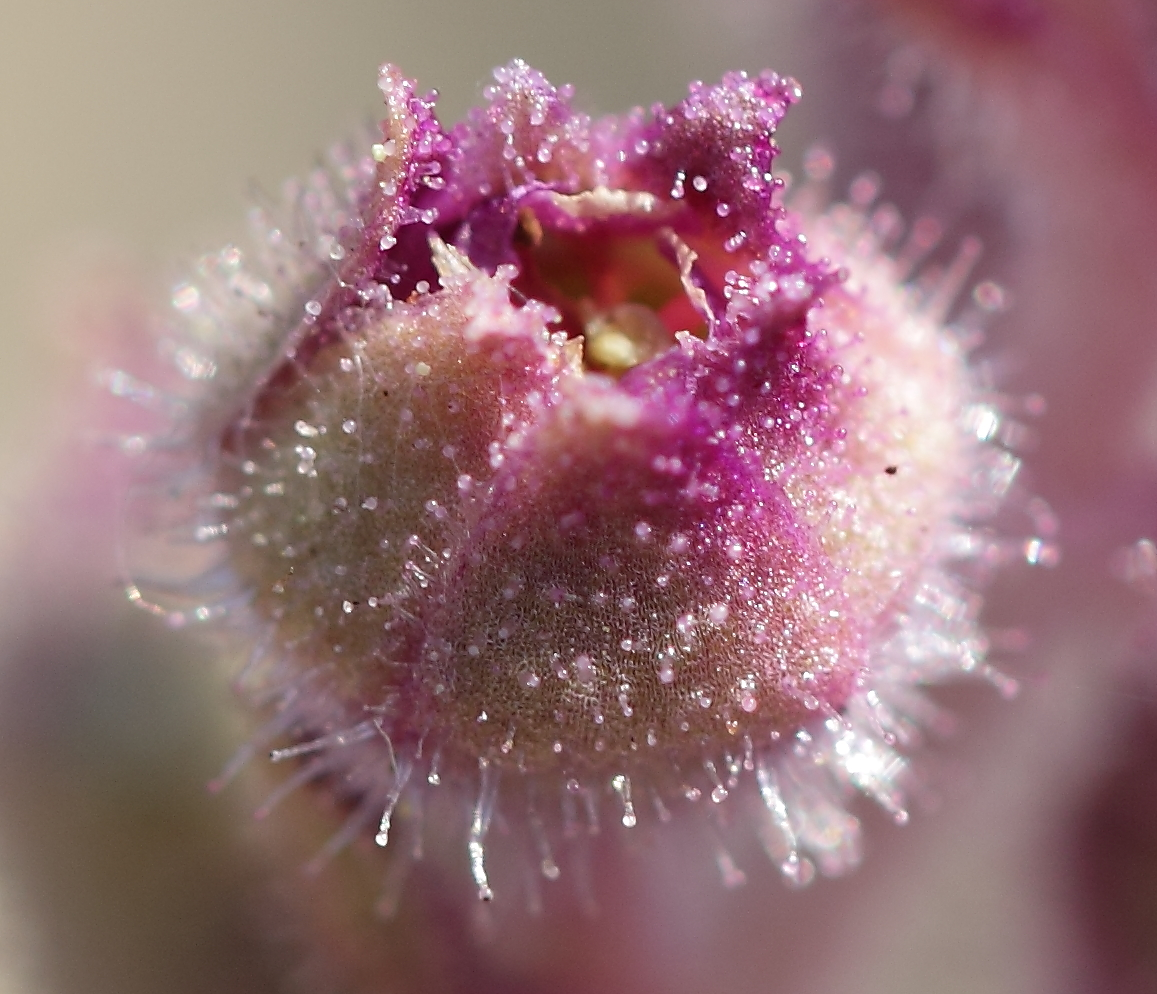
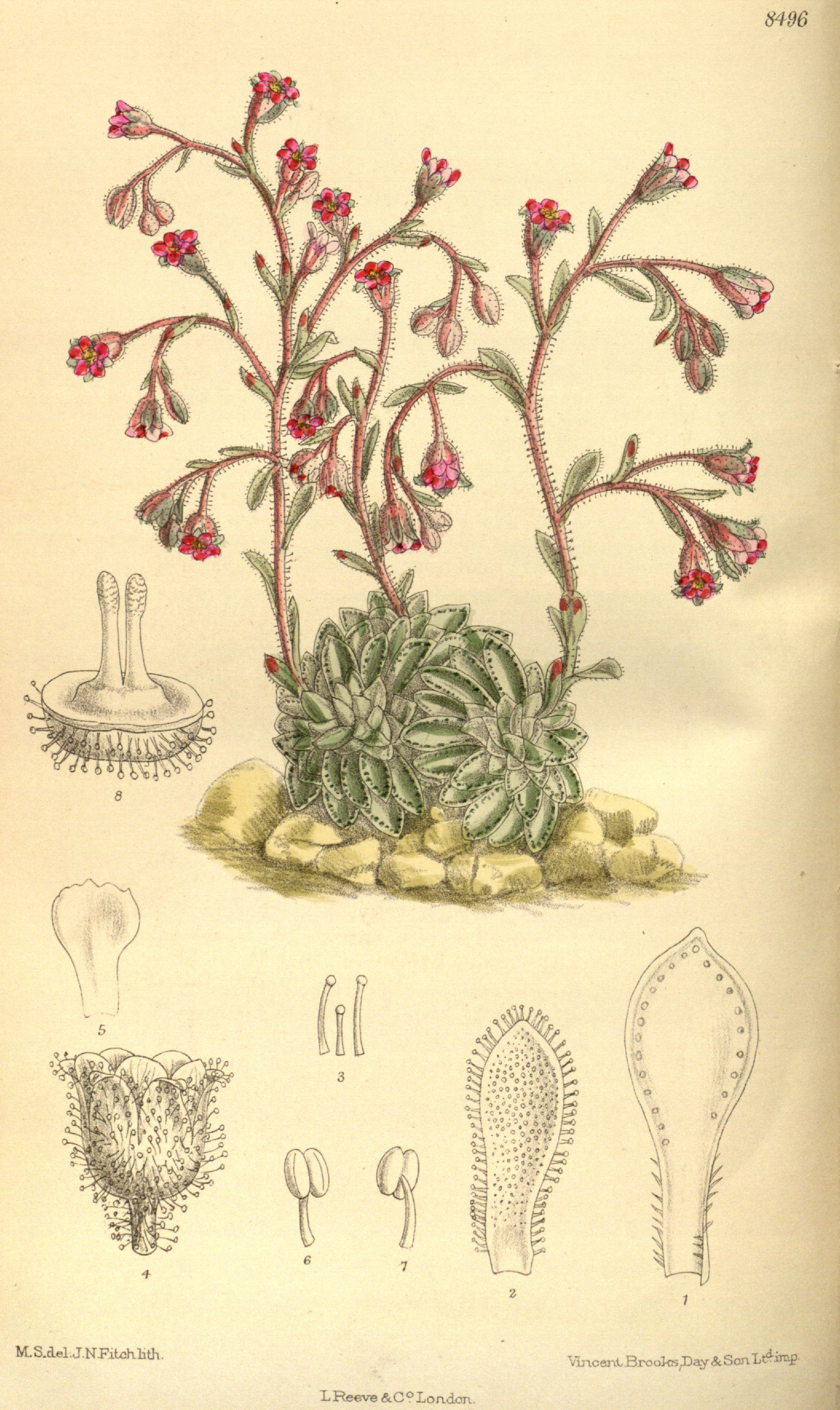